# Richtung G
Richtung G ist das zweite Studioalbum von Thomas Godoj. Es wurde am 20. November 2009 als CD beim Major-Label Sony Music Entertainment veröffentlicht. Der Titel Richtung G spielt darauf an, dass sein erstes Album Plan A!, das am 4. Juli 2008 erschien und direkt nach seinem Sieg in der Castingshow Deutschland sucht den Superstar veröffentlicht wurde, kaum Möglichkeiten bot, eigene Werke einzubringen. Richtung G entstand jedoch unter Mitwirkung von Thomas Godoj. Der Titel deutet darauf hin, dass dieses Album zeigt, wohin die musikalische Entwicklung zukünftig gehen wird.

## Entstehung
Thomas Godoj lud zur Vorbereitung des Albums mehrere, ihm zum Teil persönlich bekannte Songwriter zu einem Arbeitstreffen nach Berlin ein. Für die Songs gab er Themen vor, die der positiven, lebensbejahenden Stimmung des Albenkonzepts entsprachen, und beteiligte sich auch selbst an den Texten. Das Ergebnis des Meetings waren im Gegensatz zum ersten Album Plan A! vorwiegend deutschsprachige Lieder. Dazu kam ein Lied in polnischer Sprache und nur noch drei Songs waren auf Englisch verfasst.

## Cover
Das Cover ganz in knalligem Orange zeigt einen stilisierten Kompass mit einem G im Zentrum, der wie ein Labyrinth wirkt, das Auswege und Sackgassen aufweist. Das Booklet enthält neben allen Texten einige von Feedback Media Design GmbH künstlerisch gestaltete Fotografien von Thomas Godoj und eine der gesamten Band.

## Themen und Titelliste
Auf diesem Album beschreibt er zwischenmenschliche Geschichten und dazu sagt er selbst:
„Letztendlich suche ich nach Bildern, die ich den Leuten vermitteln kann. Deshalb arbeite ich auch sehr gerne mit Metaphern.“
Nicht Allein ist ein Gute-Laune-Lied, das zeigen soll, dass Musik Menschen verbindet und auch in schwierigen Situation Lösungen vorhanden sind, man darf nur nicht aufgeben.
Die Fortsetzung zum Lied Plan A!, das auf dem Plan A!-Album zu finden ist, mit dem er seinen Sieg bei der Castingshow verarbeitet, ist Starschnitt. Mit diesem Lied stellt er für manche sogar den Starkult infrage, doch geht es ihm vor allem darum, dass er letztendlich über seinen Werdegang als Musiker keine Kontrolle hat. „Das hier ist'n Flugzeug, das ich flieg, aber nicht lenken kann“ heißt es im Text und in der zweiten Strophe: „Diese Welt ist so verrückt. Doch was passiert wenn sie mich irgendwann zum Teufel schickt?“
Bei dem Song Zehn-Meter-Brett geht es darum, dass man sich die Welt oft zurechtbiegt und den Absprung davon nicht schafft. Das betrifft seiner Ansicht nach viele Menschen.
Die Parole bei dem Rocklied Alles was nicht existiert lautet: Nicht verbiegen lassen, sondern offen für Neues sein. Nicht stehen bleiben, sondern auch mal über seinen Schatten springen. Dieses Lied wurde von den Bandmitgliedern während der Plan A-Tour geschrieben und viele konnten es im Rahmen der Tour auch schon in der Liveversion sowohl „mit Strom“ aber auch in der Akustikversion hören.
Cocoon ist eine sehr gefühlvolle Ballade mit sehr vielen Metaphern. „Every little seed along the way, carries something bigger and it’s growing every day, so come whatever may“: in jedem Samenkorn steckt etwas, das sich entwickelt, was immer daraus entsteht, „Every little step along the way, takes you somewhere else and new, so don’t you be afraid and step out of the shade“: Dinge brauchen Zeit bis die Angst überwunden wird und man aus seinem Schatten tritt, sich aus seinem Kokon befreit.
Stückchen Ewigkeit hat sowohl musikalisch als auch textlich den Stil einer Hymne. „Lass Dich tragen vom Klang der Melodien, blende aus, was immer heut auch war“, sind Formulierungen, die positive Gefühle wecken, was ganz typisch für eine Hymne ist. Zu diesem Song Stückchen Ewigkeit sagte er zu Smago, dem Online-Magazin für deutsche Musik: „..wenn es den Fans gefällt, geben die Fans uns eine Energie, die unbeschreiblich ist, die einen so umfasst, dass man wirklich sagt: Das ist das, wofür wir die letzten Jahre gearbeitet haben. Ich hoffe, dass die Leute, wenn sie nach Hause gehen ein Stückchen Ewigkeit mitnehmen.“ Anlässlich der Fußball-Weltmeisterschaft 2010 in Südafrika wurde dieser Song (unter dem Titel Hand aufs Herz) neu arrangiert und umgetextet. Neben dem offiziellen WM-Titelsong, der 2010 von Shakira gesungen wurde, gab es einen WM-Songcontest in Deutschland, an dem Thomas Godoj mit seiner Band teilgenommen hat. Live vorgestellt hatte er das Lied am 29. Mai 2010 im Vorprogramm des WM-Boxkampfes zwischen Vitali Klitschko und Albert Sosnowski in der Veltins-Arena in Gelsenkirchen.
Das Lied Winterkinder existiert bereits seit 2006. Damals hatte Christian Bömkes im Rahmen seines Sonderpädagogikstudiums ein Praktikum in einer Sonderschule gemacht und wurde auf dieses Thema aufmerksam. Zusammen mit Thomas Godoj hatte er daraufhin dieses Lied geschrieben. Nachdem die ersten Youtube-Videos mit der damaligen Band Wink erschienen, erhielten sie etliche Briefe von Betroffenen, die sich dafür bedankten, weil es ihnen geholfen hätte. Diese positiven Reaktionen haben wiederum dazu geführt, dass dieses eigentlich sehr harte Thema nun auf das Album kam.
Zwykła Miłość oder übersetzt Einfach Liebe ist ein Lied, in dem es um einen Vagabunden und eine Prinzessin geht. Das Lied soll deutlich machen, dass die Liebe einfach stärker als alles andere ist. Thomas Godoj hat sich mit Robert Gawliński in Warschau getroffen, um mit ihm zusammen ein Lied auf Polnisch zu schreiben. Robert Gawliński ist Sänger und Songwriter der polnischen Gruppe Wilki, die seit Anfang der 90er Jahre in Polen sehr bekannt ist.

## Veröffentlichungen

### Singles
Die Single Nicht allein wurde am 6. November 2009 vor dem Album veröffentlicht. Am 12. März 2010 erfolgte die Auskopplung von Uhr ohne Stunden.
Nicht allein
1. Nicht allein – 3:33  (Axel Bosse, Thomas Godoj, Jochen Naaf)
2. Auf den Beinen – 2:56  (Axel Bosse, Thomas Godoj, Jochen Naaf)

Uhr ohne Stunden
1. Uhr ohne Stunden – 3:38  (Musik: Märten Eriksson, Lina Eriksson, Thomas Godoj, Sebastian Netz / Text: Boris Pillman, Thomas Godoj)
2. Uhr ohne Stunden (Instrumental)
3. Video: Uhr ohne Stunden (Videoclip)

### Musikvideo
Das Musikvideo zu Nicht allein ist eine Hommage an seine Fans. Rund um das Rathaus von Recklinghausen fuhr die Band auf einem Tieflader und spielte für die Fans. Godoj rief hierfür über YouTube seine Fans auf, nach Recklinghausen zu kommen. Unterstützt wurde diese Aktion nicht nur von Feuerwehr, Ordnungsamt und Technischem Hilfswerk, sondern auch von Bürgermeister Wolfgang Pantförder.
Das Musikvideo zu Uhr ohne Stunden von Johannes Grebert, ein Gedicht über die Bedeutung der Zeit, versucht genau diese Atmosphäre einzufangen. Das Video zeigt Facetten eines Konzerttages, Thomas Godoj singend auf der Bühne oder zusammen mit seinen Bandkollegen bei der Verbeugung, dann aber auch Szenen, in denen er nachdenkling über die Dächer einer Stadt schaut oder einen Blick hinter die Bühne, um dann wieder zu einer Konzertszene zu wechseln.

## Tour

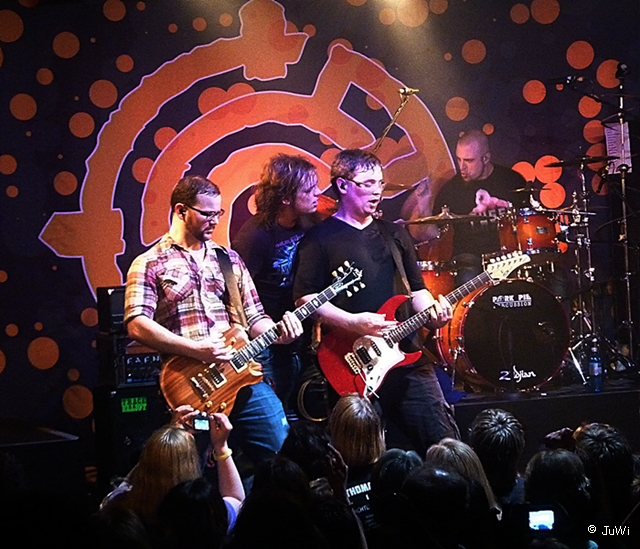
Richtung G-Tour am 2. Mai 2010 in Frankfurt, von links: Sebastian Netz, Thomas Godoj, René Lipps, Torsten Bugiel

Die Richtung G-Tour begann mit 10 Konzerten im Dezember 2009 in Deutschland und wurde im Frühjahr 2010 mit weiteren 19 Konzerten in Deutschland, Österreich und der Schweiz fortgesetzt, die ebenso wie im Dezember 2009 größtenteils ausverkauft waren. Bei diesen Konzerten arbeitet er erstmals mit Visuals und Beamer. Vor allem bei der Präsentation des Liedes Winterkinder wurden mit diesen Medien Daten der Organisation „Dunkelziffer e.V.“, die sich um sexuell missbrauchte Kinder kümmert, an die Wand projiziert.

## Resonanz
In Computerbild.de ist die Rede davon, dass „viele Songs auch sehr persönlich, fast autobiografisch seien“. „Neben treibenden Rocksongs gebe es auch einige bisweilen wirklich berührende Balladen. Diese seien nicht nur schmalzig wie das etwas zu seicht geratene „Where Did Your Love Go Wrong“. Bei „Uhr ohne Stunden“ habe er dagegen wirklich etwas zu sagen. „Wir sind es nur nicht mehr gewohnt, dass Zeit sich lohnt“, singt Godoj dort – fast schon bewegende Worte der Entschleunigung in einer Zeit, die vor allem durch Tempo bewegt wird.“
Matthias Reichel vom Musikportal cdstarts.de ist der Meinung, dass „schnell dabei deutlich würde, dass nicht die schnelle Hitsingle im Visier stand, sondern das Album als Ganzes wirken sollte.“ Er resümiert: „Noch ist das Ohr zwar an den ‚englischen Godoj‘ gewöhnt, aber mit diesem Album scheint der Recklinghausener auf einem guten Weg zu sein, auch wenn es ein langer wird, bis er sich (nicht nur kommerziell) mit den ganz Großen der deutschen Popszene messen kann.“
Das Internet-Musikmagazin cdstart.de hatte eines der Konzerte im Dezember 2009 besucht und seine Eindrücke festgehalten. Sie schreiben, dass es unmittelbar nach Beginn des Konzertes deutlich wurde, dass es kein Konzert eines Einzelkünstlers mit einer Band im Hintergrund zu werden schien, denn sie präsentierten sich als Bandgefüge, das sowohl menschlich wie auch musikalisch sehr gut harmonierte. Den Abend beherrschten zwar Rocksongs, aber gerade in den wenigen ruhigen Liedern zeigte sich die stimmliche Variabilität des Sängers. Die Band präsentierte auch einige Stücke in der Akustikversion, die großen Applaus erhielten und wovon es nach Meinung des Publikums durchaus auch ein paar Stücke mehr hätten sein dürfen.